# Liste der Monuments historiques in Marcilly (Seine-et-Marne)
Die Liste der Monuments historiques in Marcilly (Seine-et-Marne) führt die Monuments historiques in der französischen Gemeinde Marcilly auf.

## Liste der Objekte
| Bezeichnung                                                                    | Beschreibung | Standort                                                         | Kennzeichnung | Schutzstatus | Datum | Bild |
| ------------------------------------------------------------------------------ | --- | ---------------------------------------------------------------- | ------------- | ------------ | ----- | ---- |
| Skulptur Madonna mit Kind                                                      | Holzskulptur bezeichnet mit 1626. | In der Kirche St-Étienne (Lage)                                  | PM77001034    | Classé       | 1908  |      |
| Skulptur Heilige Ursula                                                        | Holzskulptur der Heiligen Ursula gekrönt und ein Herz in der rechten Hand haltend. Entstehungszeit im 15. oder 19. Jahrhundert.                                                    | In der Kirche St-Étienne (Lage)                                  | PM77002547    | Inscrit      | 1977  |      |
| Altarbild                                                                      | Aus Holz gefertigtes Altarbild aus dem 18. Jahrhundert. | Altar in der Kirche St-Étienne (Lage)                            | PM77001036    | Classé       | 1962  |      |
| Altarbild auf der Südseite                                                     | Bestehend aus Holzelementen die für die Gestaltung des Altarbildes wiederverwendet wurden. Ursprung im 17. Jahrhundert.                                                            | Im südlichen Gang in der Kirche St-Étienne (Lage)                | PM77003054    | Inscrit      | 1978  |      |
| Rednerpult                                                                     | Schmiedeeisernes Rednerpult das im 18. Jahrhundert hergestellt wurde. | In der Kirche St-Étienne (Lage)                                  | PM77003057    | Inscrit      | 1978  |      |
| Beichtstuhl                                                                    | Beichtstuhl aus Holz mit drei Logen, von denen die mittlere eine Tür besitzt, die im oberen Bereich mit Schnitzereien verziert wurde. Entstehungszeit im 18. und 19. Jahrhundert.  | Im Kirchenschiff der Kirche St-Étienne (Lage)                    | PM77003056    | Inscrit      | 1978  |      |
| Schlussstein                                                                   | Mit einem Winzerwerkzeug verzierter Schlussstein in der Kirche aus dem Jahr 1519.                                                                                                  | An der Südwand der Kirche St-Étienne (Lage)                      | PM77002549    | Inscrit      | 1977  |      |
| Skulptur Madonna mit Kind                                                      | Holzskulptur aus dem 18. Jahrhundert. | Im Chor der Kirche St-Étienne (Lage)                             | PM77002794    | Inscrit      | 1977  |      |
| Predigtkanzel und Täfelung                                                     | Kanzel mit seitlich angeordneter Treppe und Täfelung aus Holz. Über der Kanzel ein Lampenschirm mit einem Medaillon auf der Unterseite. Entstehungszeit im 18. Jahrhundert.        | Im Kirchenschiff der Kirche St-Étienne (Lage)                    | PM77002791    | Inscrit      | 1977  |      |
| Chorzaun                                                                       | Niedriger Zaun aus Holz mit gedrechselten Balustern aus dem 18. Jahrhundert als Trennung zwischen dem Kirchenschiff und dem Chor der Kirche.                                       | Im Chor der Kirche St-Étienne (Lage)                             | PM77003060    | Inscrit      | 1978  |      |
| Nördlicher Seitenaltar und Gemälde Heilige unter einer Empore                  | Das zentrale Ölgemälde wird von einer Blattgirlande umrahmt und mit zwei kannelierten Pilastern mit ionischen Kapitellen strukturiert. Entstehungszeit im 18. und 20. Jahrhundert. | In der Kirche St-Étienne (Lage)                                  | PM77002792    | Inscrit      | 1977  |      |
| Skulptur Heiliger                                                              | Steinskulptur ohne Kopf aus dem 16. Jahrhundert. | In der Kirche St-Étienne (Lage)                                  | PM77002793    | Inscrit      | 1977  |      |
| Kreuzigungsfenster                                                             | Das Buntglasfenster wurde 1985 durch eine Explosion zerstört. Im Jahr 1988 schuf Bruno Piney ein zeitgenössisches Buntglasfenster.                                                 | Im Chor der Kirche St-Étienne (Lage)                             | PM77003594    | Inscrit      | 1980  |      |
| Gemälde Christus am Kreuz                                                      | Ölgemälde das Christus am Kreuz darstellt und der von der Jungfrau Maria, Johannes dem Täufer und Maria Magdalena umgeben wird. Entstehungszeit im 18. Jahrhundert.                | In der Kirche St-Étienne (Lage)                                  | PM77004722    | Inscrit      | 1990  |      |
| Vertäfelung mit einer Skulptur Hl. Balylas                                     | Verkleidung und Skulptur aus Holz gefertigt vom Zimmermann Lorgueilleux aus Saint-Soupplets im 18. Jahrhundert.                                                                    | Im Chor der Kirche St-Étienne (Lage)                             | PM77001035    | Classé       | 1908  |      |
| Skulptur Christus am Kreuz                                                     | Holzskulptur aus dem 16. Jahrhundert. | In der Kirche St-Étienne (Lage)                                  | PM77002546    | Inscrit      | 1977  |      |
| Schlussstein                                                                   | Schlussstein Steinigung des Heiligen Stephanus vom Anfang des 16. Jahrhunderts. | An der Nordwand in der Kirche St-Étienne (Lage)                  | PM77002548    | Inscrit      | 1977  |      |
| Fragment einer Kirchenbank                                                     | Reste einer Kirchenbank oder Gestühls aus dem 18. Jahrhundert mit einer geschnitzten Vorderseite.                                                                                  | Im Chor der Kirche St-Étienne (Lage)                             | PM77002790    | Inscrit      | 1977  |      |
| Österlicher Kerzenständer                                                      | Schmiedeeiserner Kerzenständer der im 18. Jahrhundert gefertigt wurde. | Im Kirchenschiff der Kirche St-Étienne (Lage)                    | PM77003059    | Inscrit      | 1978  |      |
| Taufbecken                                                                     | Rundes Taufbecken aus Marmor mit einem Steinsockel und Verzierung mit Pilastern und Blättern aus dem 18. Jahrhundert.                                                              | Am Eingang der Kirche St-Étienne (Lage)                          | PM77003055    | Inscrit      | 1978  |      |
| Gemälde Der Heilige Fiacre lehnt eine Krone und ein Zepter ab und heilt Kranke | Ölgemälde das im Auftrag von Jeanne de Lorraine der Äbtissin von Jouarre um das Jahr 1629 anlässlich der Renovierung der Abteikirche angefertigt wurde.                            | Im Nordschiff der Kirche St-Étienne an der östlichen Wand (Lage) | PM77003058    | Inscrit      | 1978  |      |